# Портильо, Альваро дель
Альваро дель Портильо (исп. Alvaro del Portillo y Diez de Sollano; 11 марта 1914, Мадрид — 23 марта 1994, Рим) — руководитель Опус Деи с 1975 года по 1994 год.

## Биография
Родился в Мадриде. Получил образование инженера, получил докторскую степень в Мадридском университете, одновременно изучал философию и богословие.
В 1935 году вступил в организацию Опус Деи и 25 июня 1944 года был рукоположён в сан священника, в течение многих лет был ближайшим соратником св. Хосемария, основателя организации.
В 1963 году Папа Иоанн XXIII назначил дель Портильо консультантом Папской Комиссии по пересмотру Кодекса канонического права.
Альваро дель Портильо был консультантом разных организаций Святого Престола, в том числе Конгрегации Вероучения, Конгрегации по делам духовенства, Конгрегации канонизации святых и Папского совета по средствам массовой информации. Так же участвовал в работе II Ватиканского собора, сначала как президент предподготовительной Комиссии по делам мирян, а потом как секретарь Комиссии по делам духовенства и консультант других Комиссий.
C 1975 года, после смерти св. Хосемарии, возглавил «Опус Деи».
В 1982 году Опус Деи получил статус «персональной Прелатуры», а Альваро дель Портильо становится прелатом.
В 1985 году основал в Риме Папский академический центр Святого Креста, ставший в 1998 года Папским университетом Святого Креста.
С 7 декабря 1990 года — титулярный епископ Витенсиса.
6 января 1991 года Папа Иоанн Павел II рукоположил его во епископы.
Альваро дель Портильо умер 23 марта 1994 года, сразу по возвращении из паломничества в Святую землю.
В тот же самый день Иоанн Павел II посетил штаб-квартиру Opus Dei, чтобы помолиться над его телом.
27 сентября 2014 года в Мадриде Кардинал Амато причислил к лику блаженных раба божьего дона Альваро дель Портильо.
Праздник блаженного Альваро дель Портильо отмечается 12 мая.

## Работы
- Faithful and laity in the Church (1969)
- On the Priesthood (1970)
- Dinamicità e funzionalità delle strutture pastorali
- ¿Un nuevo Derecho Canónico?
- Morale e Diritto
- Immersed in God: Blessed Josemaria Escriva, Founder of Opus Dei as Seen by His Successor, Bishop Alvaro Del Portillo — by Alvaro Del Portillo and Cesare Cavalleri